# Богданівка (Озернянська сільська громада)
Богда́нівка —  село в Україні, у Озернянській сільській громаді Тернопільського району Тернопільської області.  Адміністративний центр колишньої Богданівської сільської ради (до вересня 2015 року). Від вересня 2015 року ввійшло у склад Озернянської сільської громади. Розташоване на річці Восушка, притоки Стрипи, у центрі району.

## Історія
Перша писемна згадка — 1598 року. Село Богданівка належало до Золочівського ключа маєтностей. За переказами, назва походить від імені Богдана Хмельницького, який під час походу на Зборів затримався на теренах села. У селі була дерев’яна церква з 1700 року. Діти мали можливість відвідати однокласну школу, навчання в якій велося українською мовою. У 1910 році зведено  у селі костел, де до війни відбувались Богослужіння. У 1945 році дерев’яна церква Непорочного зачаття Пречистої Богородиці згоріла.
До 1939 р. діяло товариство «Просвіта».
12 червня 2020 року, відповідно до розпорядження Кабінету Міністрів України № 724-р «Про визначення адміністративних центрів та затвердження територій територіальних громад Тернопільської області» увійшло до складу Озернянської сільської громади.
19 липня 2020 року, в результаті адміністративно-територіальної реформи та ліквідації Зборівського району, село увійшло до складу Тернопільського району.

## Пам'ятки
Є церква Непорочного Зачаття Святої Анни (1910), «фігура» (1880).
Споруджено пам'ятник полеглим у німецько-радянській війні воїнам-односельцям (1985).

## Соціальна сфера
Діють загальноосвітня школа директор Дудар Надія Олександрівна І-ІІ ступеня, клуб, бібліотека, ФАП.

## Галерея

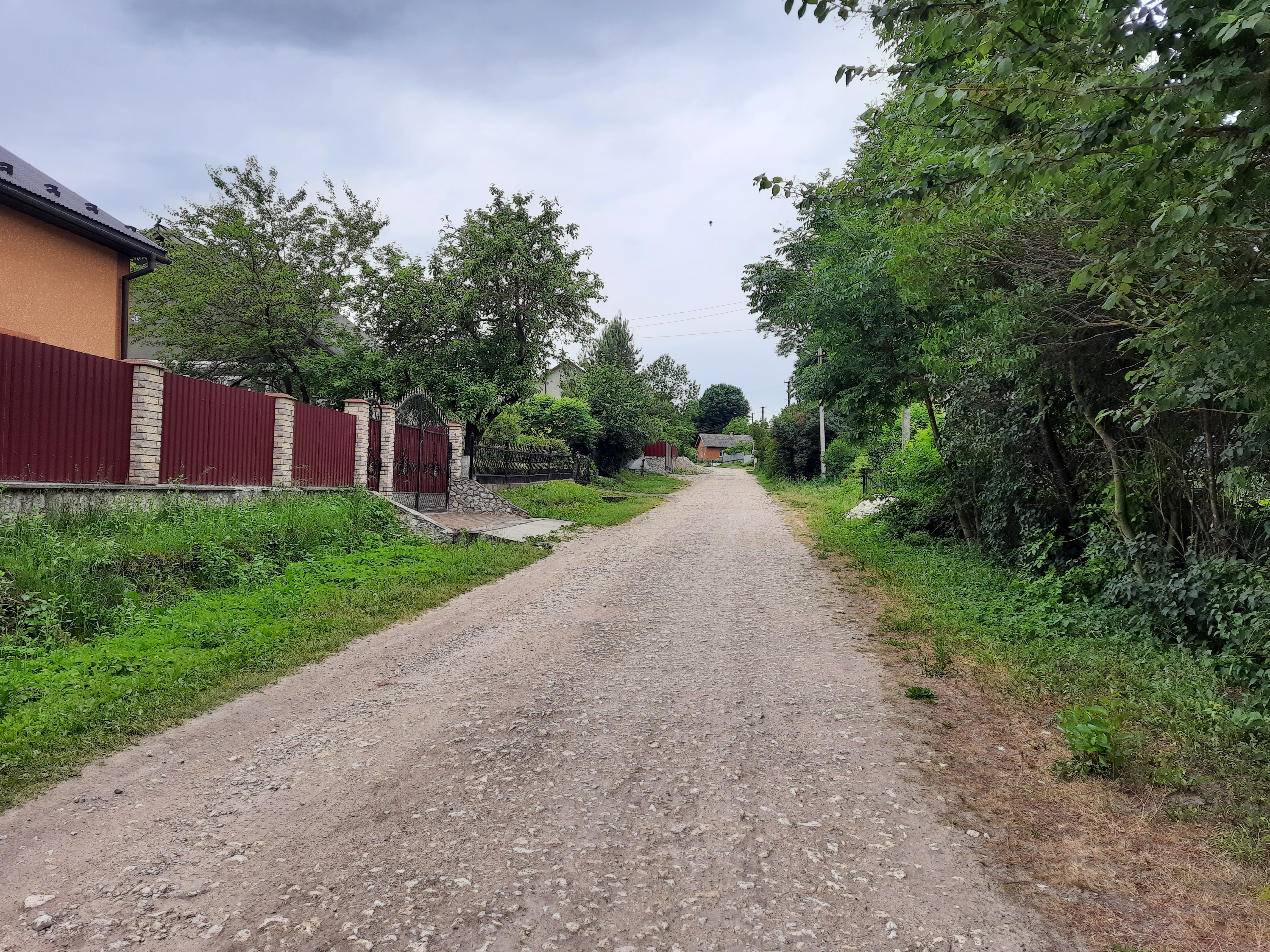
Сільська вулиця
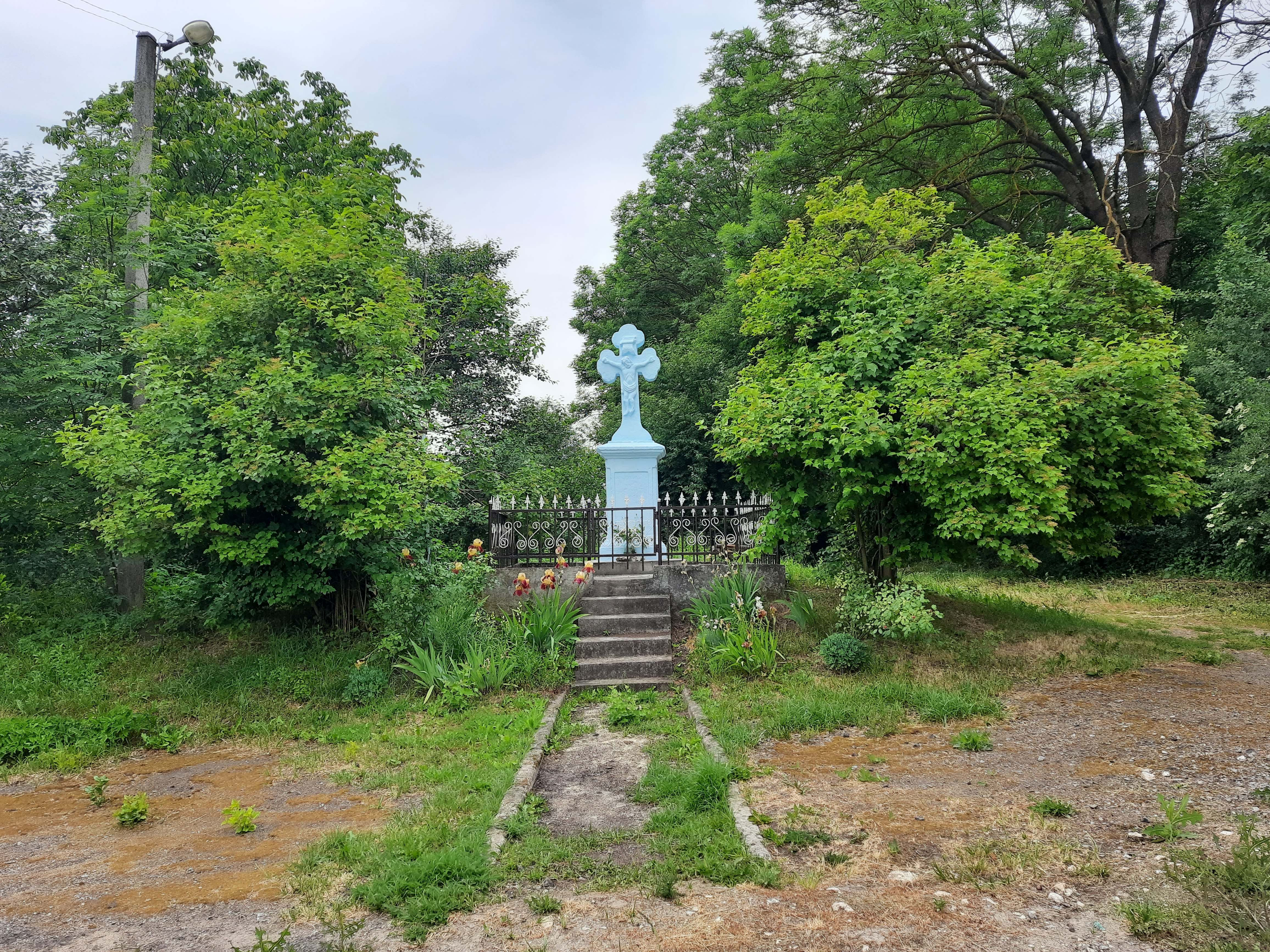
Пам'ятний хрест
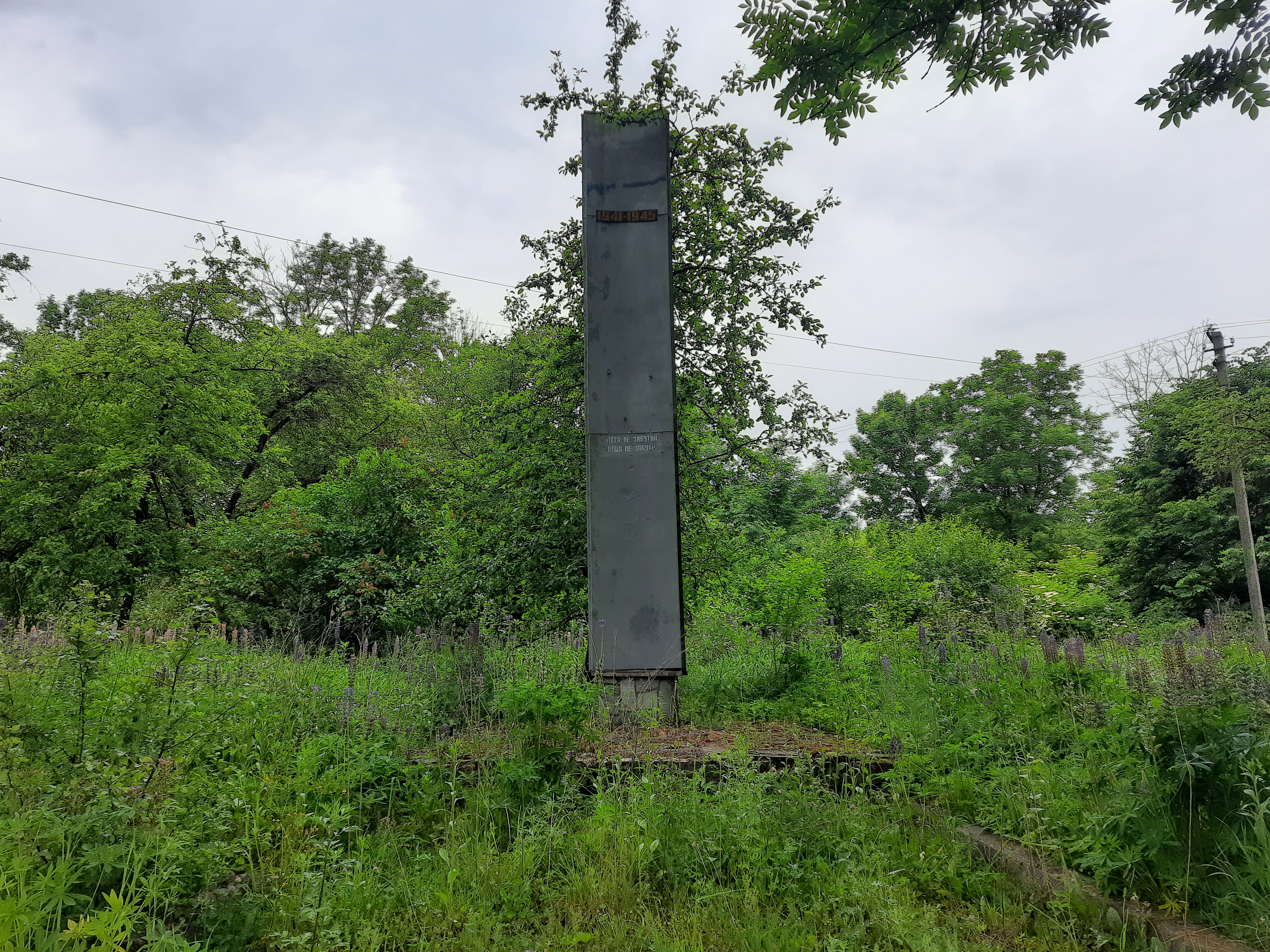
Пам'ятний знак воїнам-землякам, які загинули в роки Другої світової війни
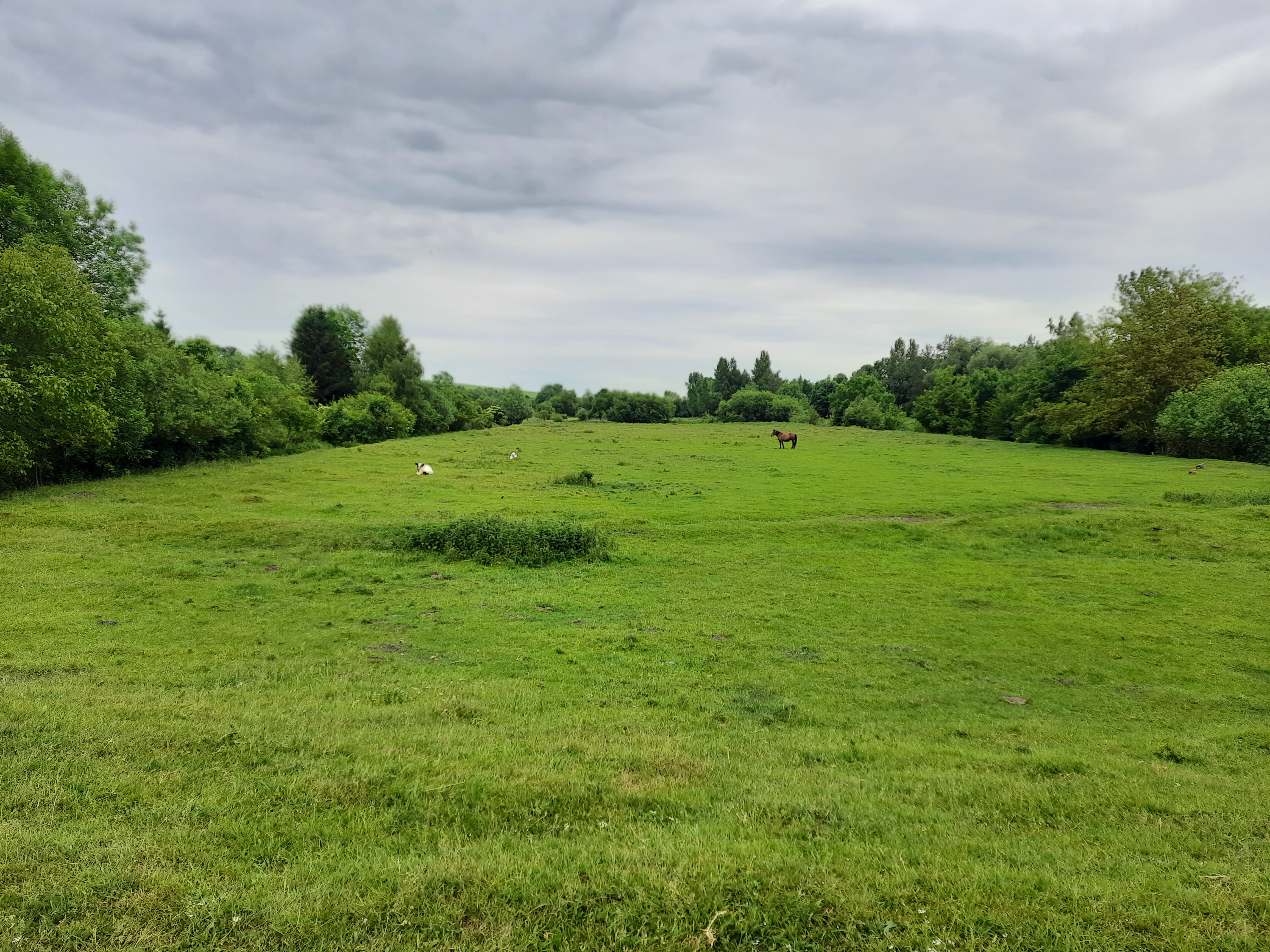
Краєвид біля села